# Vincetoxicum chekiangense
Vincetoxicum chekiangense är en oleanderväxtart som först beskrevs av M. Cheng, och fick sitt nu gällande namn av Cheng Yih Wu och D. Z. Li. Vincetoxicum chekiangense ingår i släktet tulkörter, och familjen oleanderväxter. Inga underarter finns listade i Catalogue of Life.